# Mezio
Mezio is een plaats (freguesia) in de Portugese gemeente Castro Daire en telt 521 inwoners (2001).